# Adyton

Pianta di un tempio greco in cui è evidenziato l'adyton.
(Tempio E di Selinunte)

L'adyton (in greco antico τὸ ἄδυτον, letteralmente « luogo in cui non è possibile entrare ») era, nell'architettura dei templi greci e romani, uno spazio  riservato agli officianti del culto per funzioni specifiche, per lo più religiose. In età arcaica l'adyton era diffuso nelle aree sacre di tipo santuario per lo svolgimento dei culti misterici. In genere, la statua della divinità era collocata nella cella (nàos) - la principale camera interna di un tempio greco -, ma, in taluni casi, poteva trovarsi invece nell'adyton.
Di norma, questa sala era situata posteriormente al naos, più spesso senza una rigida separazione da quest'ultimo, ma incassata al suo interno; più di rado, invece, come nel caso della sala in cui riceveva la Pizia dell'oracolo di Delfi, l'adyton poteva essere una camera sotterranea (definibile più propriamente come una cripta) o, al contrario, sopraelevata su un podio.